# Jennifer Digbeu
Jennifer Digbeu (14 de abril de 1987) é uma basquetebolista profissional francesa, medalhista olímpica.

## Carreira
Jennifer Digbeu integrou a Seleção Francesa de Basquetebol Feminino, em Londres 2012, conquistando a medalha de prata.